# Центральний сільський округ
Центра́льний сільський округ (каз. Центральный ауылдық округі, рос. Центральный сельский округ) — адміністративна одиниця у складі Бухар-Жирауського району Карагандинської області Казахстану. Адміністративний центр — село Центральне.
Населення — 1460 осіб (2021; 1849 у 2009, 2150 у 1999, 2066 у 1989).
Станом на 1989 рік існувала Самаркандська сільська рада (села Андренніковка, Центральне) ліквідованого Тельманського району.

## Склад
До складу округу входять такі населені пункти:
| Населений пункт  | Населення, осіб (1989) | Населення, осіб (1999) | Населення, осіб (2009) | Населення, осіб (2021) |
| ---------------- | ---------------------- | ---------------------- | ---------------------- | ---------------------- |
| Урожайне, село   | 493                    | 482                    | 421                    | 291                    |
| Центральне, село | 1573                   | 1668                   | 1428                   | 1169                   |